# Campionati del mondo di ciclismo su strada 2015 - Cronometro a squadre femminile

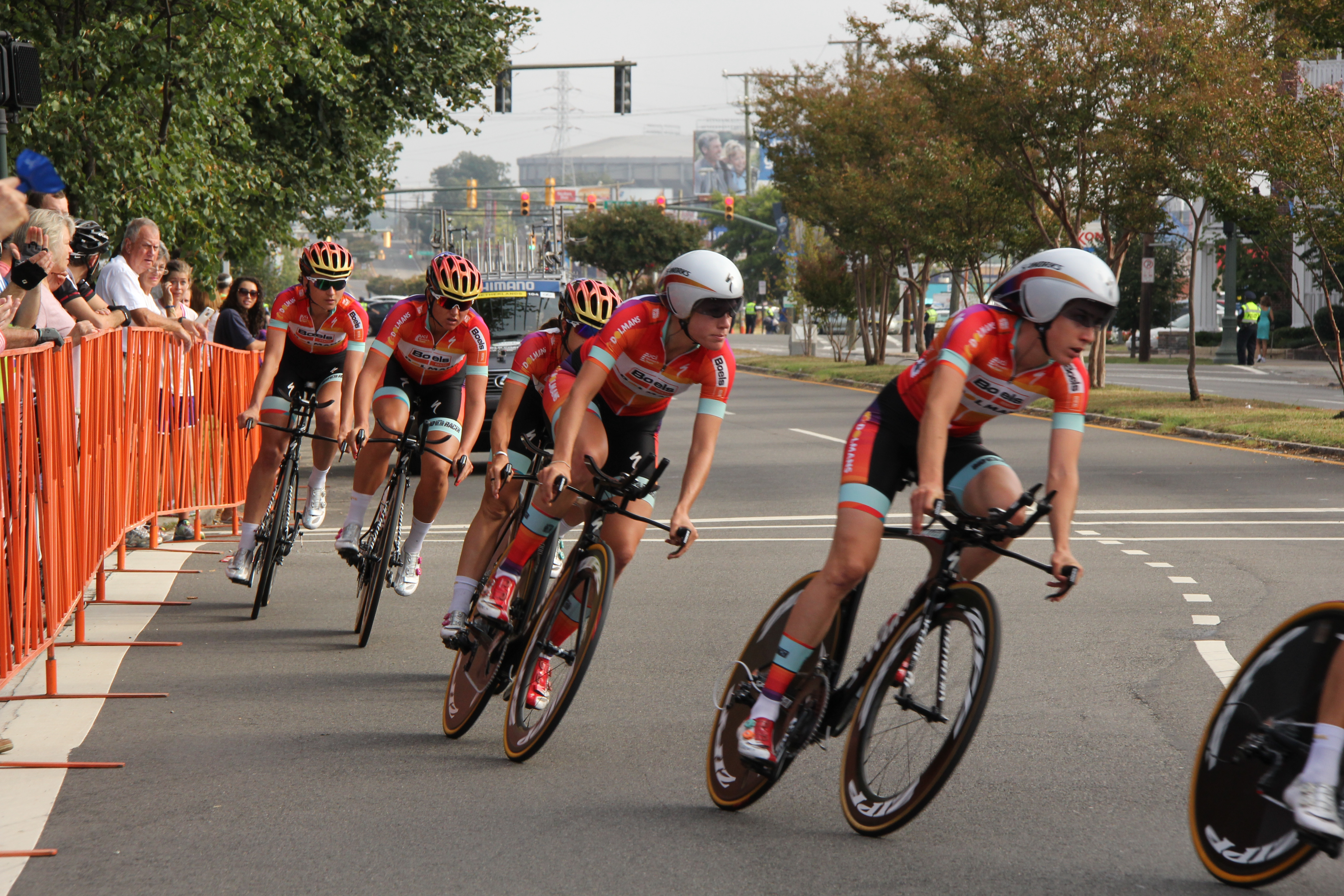
Ciclisti durante la gara

La cronometro a squadre femminile dei Campionati del mondo di ciclismo su strada 2015 si svolse il 20 settembre 2015 negli Stati Uniti, con partenza ed arrivo a Richmond, su un percorso di 38,6 km. La squadra tedesca Velocio-SRAM vinse la gara con il tempo di 47'35"72 alla media di 48,660 km/h, precedendo le olandesi Boels-Dolmans e Rabo-Liv. Il sestetto della Velocio-SRAM era composto da Alena Amjaljusik, Lisa Brennauer, Karol-Ann Canuel, Barbara Guarischi, Mieke Kröger e Trixi Worrack.

## Classifica
| Pos. | Squadra                            | Tempo     |
| ---- | ---------------------------------- | --------- |
| 1    | Velocio-SRAM                       | 47'35"72  |
| 2    | Boels-Dolmans Cycling Team         | a 6"66    |
| 3    | Rabo-Liv Women Cycling Team        | a 56"12   |
| 4    | Wiggle-Honda                       | a 1'10"15 |
| 5    | Twenty16 p/b Sho-Air               | 2'04"88   |
| 6    | UnitedHealthcare Pro Cycling Team  | a 2'50"66 |
| 7    | Orica-AIS                          | a 2'53"71 |
| 8    | BTC City Ljubljana                 | a 3'02"93 |
| 9    | Optum p/b Kelly Benefit Strategies | a 3'20"61 |
| 10   | Hitec Products                     | a 3'31"69 |
| 11   | Team Tibco-SVB                     | a 3'59"10 |
| 12   | Pepper Palace p/b The Happy Tooth  | a 5'23"07 |
| 13   | BMW p/b Happy Tooth Dental         | a 6'38"02 |